# Околєлов Іван Нілович
Іва́н Ні́лович Околє́лов (рос. Иван Нилович Околелов; нар. 19 листопада 1916, Товаро-Нікольське — пом. 24 вересня 2003) — один з провідних виноробів-практиків СРСР, Герой Соціалістичної Праці.

## Біографія
Народився 19 листопада 1916 року в селі Товаро-Нікольському (нині Липецького району Липецької області, Росія) в селянській родині. Чотири роки ходив до сільської школи. Потім був відправлений в Єлець в фабрично-заводську семирічку. Навчався палітурної та столярної справи. Після Липецького гірничопромислового училища півтора року працював на руднику.
У 1939 році закінчив Воронезький хіміко-технологічний інститут харчової промисловості. Був направлений на роботу в радгосп «Лівадія» (Кримська область). Працював помічником винороба, старшим виноробом. Брав участь в створенні білого мускату «Лівадія», червоного столового Сапераві, ряду сортів Каберне, Портвейнів. Навчався у кримських виноробів О. О. Егорова і М. І. Жиракова.

### Друга світова війна
У червні 1941 року призваний в Червону армію, брав участь в боях на Південному та Північно-Кавказькому фронтах. Почавши війну лейтенантом, командиром вогневого взводу, закінчив її майором, командиром дивізіону.
У травні 1943 року, будучи командиром 6-ї батареї 259-го мінометного полку 39-ї окремої мінометної бригади резерву головного командування капітан Околелов І. Н. відзначився в боях на Кубані. 28 липня 1943 року наказом командира 29-ї окремої мінометної бригади РГК № 02/Н нагороджений орденом Червоної Зірки.
30 травня 1944 року відзначився в боях за визволення Севастополя. Командир дивізіону 259-го мінометного полку 29-ї окремої мінометної бригади РГК капітан Околелов І. Н. наказом командувача артилерією Окремої Приморської армії № 08/Н нагороджений орденом Червоного Прапора.
Командир дивізіону 29-ї важкої мінометної бригади РГК майор Околелов І. М. за відмінності в боях у Східній Пруссії наказом командувача артилерією 5-ї Армії № 017/Н від 24 лютого 1945 року нагороджений орденом Вітчизняної війни I ступеня.
За мужність і вмілі дії в боях за визволення Прибалтики наказом командувача артилерією 3-ї армії № 353/Н від 23 квітня 1945 року нагороджений орденом Вітчизняної війни I ступеня.
За вміле керівництво дивізіоном і мужність, проявлену в боях за Кенігсберг і Піллау наказом командувача артилерією 3-го Білоруського фронту від 20 червня 1945 року № 063 був нагороджений орденом Олександра Невського.

### Повоєнні роки
Після звільнення в запас повернувся до Криму і з 1947 року став працювати виноробом винрадгоспу «Массандра». З 1952 по 1966 рік — головний винороб головного заводу винрадгоспу «Массандра», з 1966 по 1987 рік — головний винороб виноробного комбінату.
Помер 24 вересня 2003 року. Похований на старому міському кладовищі міста Ялти.

## Практична діяльність
Автор марок вин: Бастардо Масандра, Алеатіко Аю-Даг, Херес міцний Массандра і інших. Мав 3 авторські свідоцтва, автор 12 статей. З 1979 член Українського Комітету захисту миру. Серед праць:
- Интенсификация процесса хересования вин. — Виноделие и виноградарство СССР, 1977, № 7 (у співавторстві з В. Г. Казанцевим, М. А. Курідзе, М. М. Павленком.);
- Единство ученых и производственников. — Виноделие и виноградарство СССР, 1978, № 6;
- Influence du facteur temps de conservation sur les caracteristiques physico-chimiques et organoleptiques des vins. — Bull, de l'O.I.V., 1983, v. 56, № 631—632.

## Відзнаки
- Герой Соціалістичної Праці (21 липня 1966; за особливі заслуги у виконанні завдань семирічного плану і досягнення високих техніко-економічних показників з виробництва харчових продуктів)[2];
- нагороджений орденами:
  - Леніна (21 липня 1966), Червоного Прапора (30 травня 1944), Трудового Червоного Прапора, двома орденами Вітчизняної війни I ступеня (24 лютого 1945, 23 квітня 1945), орденами Вітчизняної війни II ступеня (6 квітня 1985), Червоної Зірки (28 липня 1943), орденом Олександра Невського (20 червня 1945);
  - медалями, в тому числі медаллю «За оборону Кавказу», медалями ВДНГ, золотою медаллю Л. С. Голіцина;
- Почесний громадянин Ялти[1].

## Вшанування пам'яті
- Ім'я Івана Ніловича занесено до Книги Пошани Союзу виноробів Криму;
- В Ялті, на будинку по вулиці Київській, 8, де жив винороб, встановлено меморіальну дошку з написом "В цьому будинку жив І. Н. Околелов (1916—2003), Герой Соціалістичної Праці, головний інженер-винороб винкомбінату «Массандра»[1].